# 舌羊齒屬
舌羊齒屬，又名舌葉松屬，是一屬已滅絕的種子蕨，生存於二疊紀至侏羅紀晚期。它們生長在溫暖潮濕的低窪地帶。其化石主要分布於南半球及印度，從其化石的分布地帶可證明大陸漂移假說的真實性。

## 特徵
舌羊齒的典型植株高度約為8公尺，呈喬木狀。葉片的大小與寬度各異，呈羊舌狀，故名舌羊齒。葉的脈絡由寬闊的中央葉脈和許多更小的葉脈組成，葉的網狀脈絡將葉面分割成許多菱形。樹幹內部為軟木質，類似於南洋杉科的針葉樹。產生花粉及種子的器官融合或貼生於葉上。

## 物種
- Glossopteris angustifolia

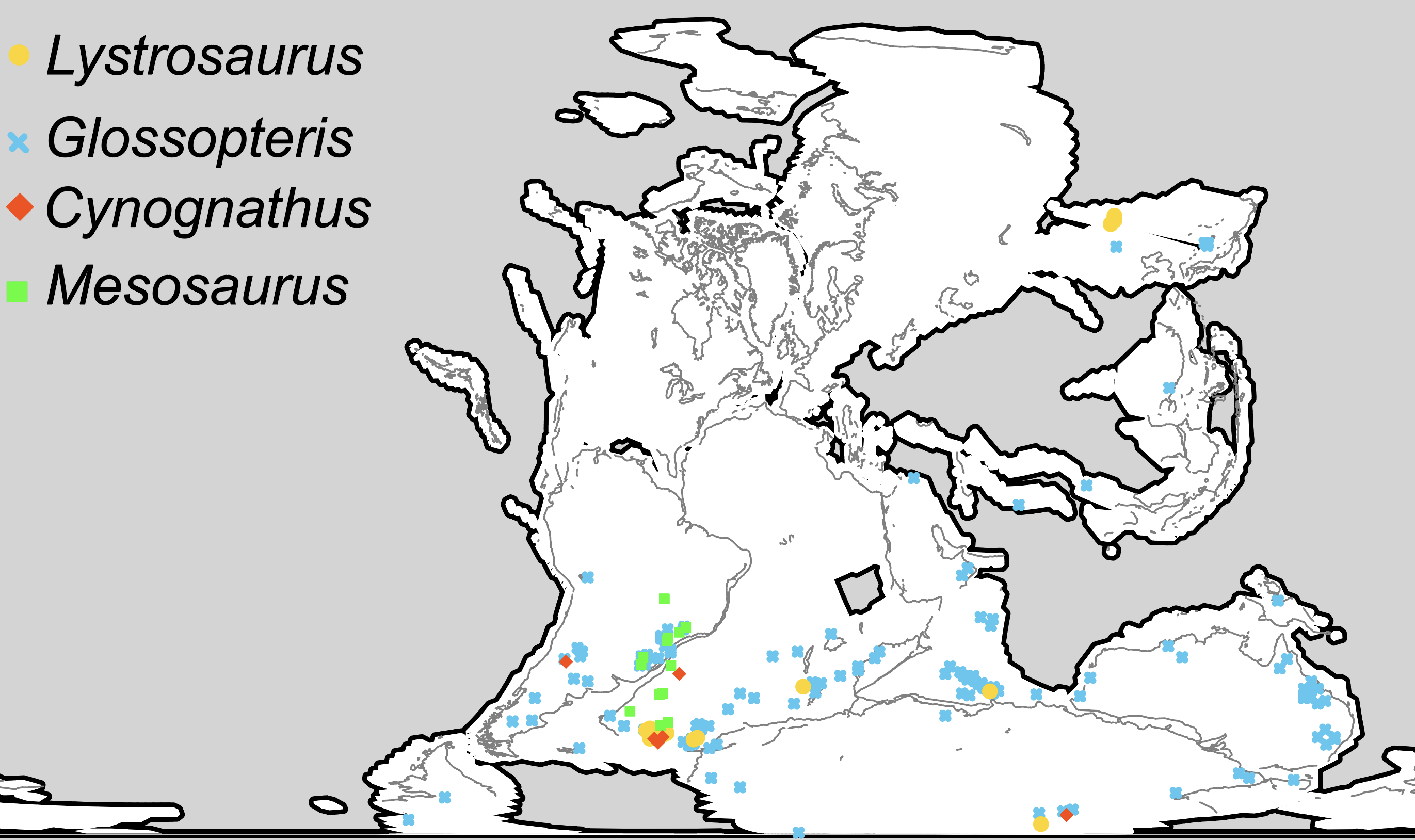
二叠纪三叠纪期间的重要代表化石分布，被視為是大陸漂移的證據：
犬颌兽属（Cynognathus）
中龍屬（Mesosaurus）
水龍獸屬（Lystrosaurus）
舌羊齿属（Glossopteris）

- Glossopteris brasiliensis
- Glossopteris browniana
- Glossopteris communis
- Glossopteris indica
- Glossopteris occidentalis

## 外部連結
- Glossopteris